# Kora Jahanabad
Kora Jahanabad també Koda Jahanadab, de vegades només Kora o Koda, és una antiga ciutat de l'Índia, avui Nagar panchayat a Uttar Pradesh a la vora del riu Rind a uns 20 km del Yamuna. Ja sota domini britànic estava al districte de Fatehpur, tahsil de Khaduja, on segueix. Al cens del 2001 consta amb 24.050 habitants.
Kora fou possessió del raja rajput d'Argal. Sota els mogols apareix sovint com a Kurrah, nom donat a un sarkar que la distingia del sarkar veí de Manikpur, anomenat Kara Manikpur, ambdós a la província o subah d'Allahabad. Un pont sobre el Rind fou construït el 1770. Al segle xix quedà unida a Jahanabad amb la que tocava pel nord-est.